# Damiano Coletta
Damiano Coletta (Latina, 7 dicembre 1960) è un politico e medico italiano, sindaco di Latina dal 2016 al 2022.

## Biografia

### Attività medica
Laureato in Medicina e specialista in Cardiologia presso l'Università "La Sapienza" di Roma, ha lavorato in qualità di cardiologo e dirigente medico presso l'Unità Coronarica dell'Ospedale “Santa Maria Goretti” di Latina. 
È Responsabile della U.O.S. “Elettrofisiologia e Cardiostimolazione” dell'Ospedale “Santa Maria Goretti” di Latina dal 2010 in cui, in qualità di operatore, effettua interventi di impianto di Pacemaker e di defibrillatori, si occupa della diffusione della cultura della prevenzione e dell'emergenza cardiovascolare e della divulgazione della lotta al doping soprattutto nell'ambito delle scuole del territorio.
Ha effettuato docenze per i corsi di laurea in professioni sanitarie presso il Polo Pontino dell'Università degli Studi di Roma "La Sapienza" e ricopre il ruolo di consulente cardiologo della Top Volley Latina e per la Medicina dello sport.
Dal 2011 è Presidente dell'Associazione Rinascita Civile e organizzatore della rassegna culturale Lievito.
Nell'ambito delle attività dell'associazione si è fatto promotore di incontri pubblici nella città nell'ambito delle tematiche della legalità, trasparenza amministrativa, servizi sociali, riqualificazione del centro storico, dell'acqua come bene comune.

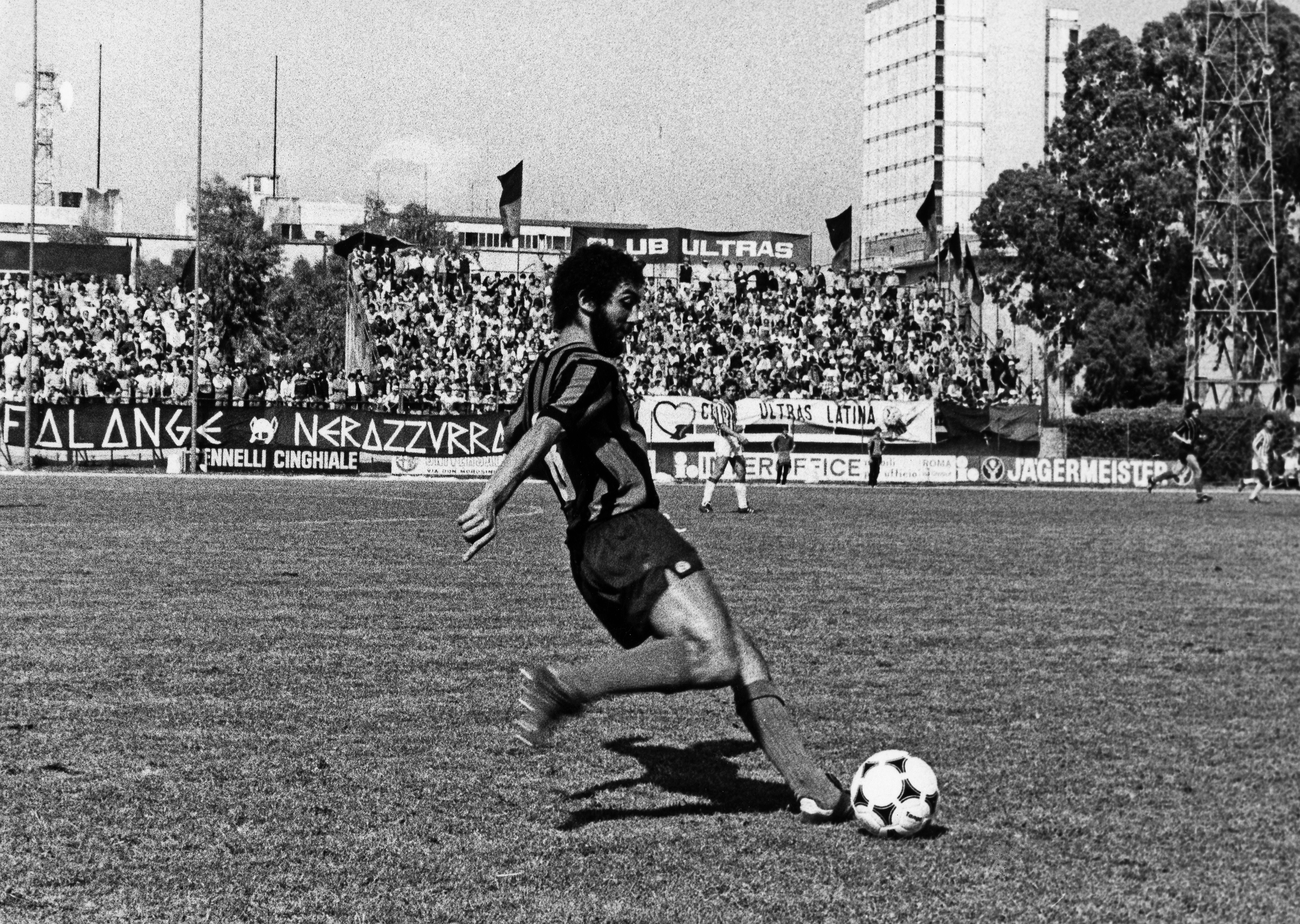
Coletta in campo nella partita Latina-Rondinella, il 17 maggio 1981.

### Attività sportiva
È stato calciatore professionista. Cresciuto nel settore giovanile del Latina, ha totalizzato 14 presenze nel Pescara  in Serie B nella stagione 1981-1982, per poi proseguire la carriera prevalentemente in Serie C2 con Latina, Giulianova, Fidelis Andria e Pro Cisterna.
Ha avuto esperienze di allenatore sia di prima squadra che di settore giovanile.
Il 27 aprile del 2007, nell'anno della scomparsa del Latina Calcio, è stato l'organizzatore dell'Assemblea del Circolo Cittadino, diventando il promotore del Comitato “Latina per Latina” per la rifondazione della squadra pontina.
Da quella iniziativa fu fondata la Virtus Latina Calcio, di cui è stato vice-presidente, poi confluita nel Latina.
Nel settembre 2010 si dimette dalla carica di vice-presidente e di socio dell'U.S. Latina Calcio per evidenti divergenze con la linea di condotta societaria.

### Attività politica

#### Sindaco di Latina
In occasione delle elezioni amministrative del 2016 si candida come sindaco di Latina sostenuto da tre liste civiche. Al primo turno del 5 giugno ottiene 15.701 voti (22,11%) contro i 15.746 (22,17%) dello sfidante principale, Nicola Calandrini del centro-destra. Al ballottaggio del 19 giugno vince con 46.163 suffragi (75,05%), diventando così il primo sindaco di Latina eletto all'interno di liste civiche, nonché il primo non appartenente al centro-destra dall'introduzione dell'elezione diretta del primo cittadino; risulta inoltre essere, in percentuale, il sindaco più votato d'Italia nell'ambito di questa tornata elettorale.
Cinque anni più tardi si ricandida a sindaco sostenuto da tre liste civiche, di cui una include Articolo Uno, e questa volta anche dal PD-PSI. Dopo il primo turno, a seguito del quale rimane alle spalle del candidato di centro-destra, l'ex sindaco Vincenzo Zaccheo, che ottiene la maggioranza relativa, Coletta ottiene la vittoria al ballottaggio con 30.293 voti (54,90%). Viene quindi proclamato sindaco sebbene il consiglio comunale risulti composto da una maggioranza di centro-destra, situazione cosiddetta di "anatra zoppa".
In data 8 luglio 2022 il TAR del Lazio annulla parzialmente il voto di primo turno dell’anno precedente, riscontrando irregolarità in 22 sezioni e disponendo «la rinnovazione delle operazioni elettorali limitatamente a tali sezioni». Specificamente nella sentenza si asserisce: «Il risultato elettorale è viziato dalle gravi violazioni di legge riscontrate nelle operazioni di voto e di scrutinio in molti Uffici elettorali di sezione come risulta dai rispettivi verbali, con specifico riferimento al numero di schede autenticate e bollate e dalla discrepanza tra numero di schede vidimate, numero di voti espressi e numero di schede vidimate non utilizzate, indicatori del verificarsi del fenomeno comunemente descritto come "schede ballerine"». In data 28 luglio il Consiglio di Stato respinge il ricorso presentato da Coletta contro la sentenza del TAR confermando quanto precedentemente deciso dal Tribunale. A seguito di queste decisioni, il sindaco Coletta e tutto il Consiglio Comunale decadono dalle loro funzioni. La Prefettura ha dunque il compito di nominare un Commissario, con il compito di amministrare il Comune fino a nuove elezioni.
In seguito alla pronuncia del Consiglio di Stato, la Procura della Repubblica di Latina apre un’inchiesta per indagare su eventuali responsabilità penali dell’eventuale broglio. La Procura si pronuncia nel 2023 sottolineando l’assenza di alcun reato.   
Il voto viene quindi ripetuto in 22 sezioni elettorali, in cui Coletta viene superato da Zaccheo, che però non riesce a superare la soglia del 50% dei voti totali per risultare eletto sindaco. Non essendo state riscontrate ulteriori irregolarità, Coletta viene reintegrato nella carica di sindaco in virtù dei risultati del ballottaggio già tenuto.
Il 28 settembre 2022, 20 consiglieri comunali si dimettono da un notaio, pertanto il sindaco decade con l’intero consiglio comunale. Si ricandida alle successive elezioni amministrative, tenute nel maggio 2023, nelle quali viene pesantemente sconfitto, ottenendo solo il 29,32% dei voti contro il 70,68% della vincitrice, la candidata del centro-destra Matilde Celentano.